# Cammy MacGregor
Cammy MacGregor (* 11. Oktober 1968) ist eine ehemalige US-amerikanische Tennisspielerin. Ihre ältere Schwester Cynthia war ebenfalls Tennisprofi.

## Karriere
In ihrer Tennislaufbahn gewann sie je drei Doppeltitel auf der WTA Tour und bei ITF-Turnieren.

## Turniersiege

### Doppel
| Nr. | Datum         | Turnier    | Kategorie   | Belag           | Partnerin         | Finalgegnerinnen                | Ergebnis      |
| --- | ------------- | ---------- | ----------- | --------------- | ----------------- | ------------------------------- | ------------- |
| 1.  | April 1987    | Taipeh     | WTA         | Teppich (Halle) | Cynthia MacGregor | Sandy Collins Sharon Walsh-Pete | 7:6, 5:7, 6:4 |
| 2.  | November 1991 | Scottsdale | WTA Tier IV | Hartplatz       | Peanut Harper     | Sandy Collins Elna Reinach      | 7:5, 3:6, 6:3 |
| 3.  | April 1993    | Pattaya    | WTA Tier IV | Hartplatz       | Catherine Suire   | Patty Fendick Meredith McGrath  | 6:3, 7:63     |

## Persönliches
1987 machte Cammy MacGregor ihren High-School-Abschluss an der Palos Verdes High in Palos Verdes.